# Абашевская игрушка

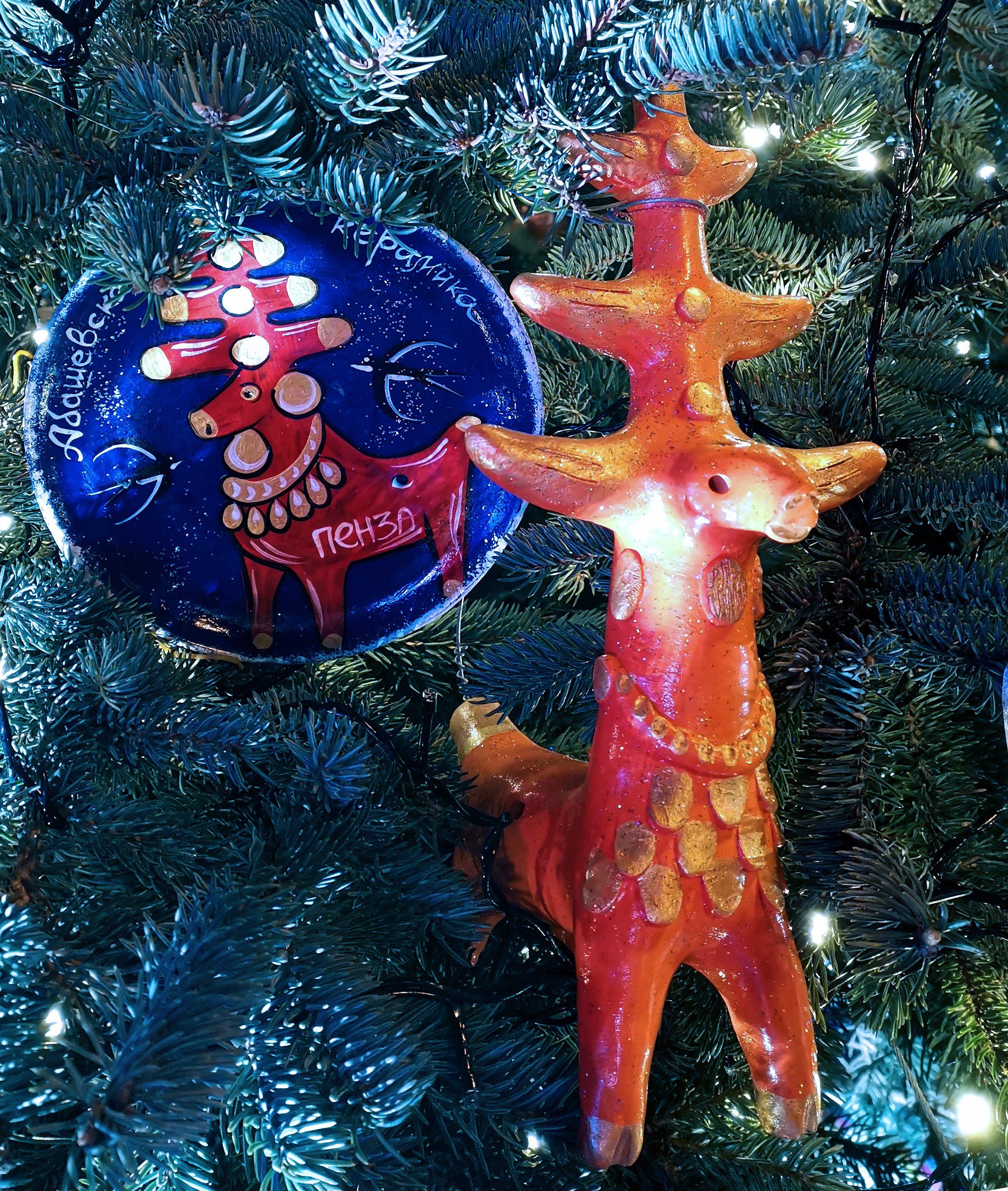
Олень с рогами-ёлочкой

Аба́шевская игру́шка — русский художественный промысел, сформировавшийся в Спасском уезде Тамбовской губернии (ныне Спасский район Пензенской области), на территории сел Богданово и Абашево, упоминающийся в писцовых книгах Шацкого уезда 1616 года. С 2019 года является зарегистрированным НМПТ Спасского района Пензенской области под номером 209.
Производство игрушки возникло в XIX веке на базе местного гончарного промысла. Вытеснение в начале XX века кустарных изделий заводской посудой обусловило постепенное угасание гончарства и выделение игрушки в самостоятельный промысел. В отличие от большинства игрушечных центров здесь работали преимущественно мужчины.
Известность, которую приобрёл промысел в конце 1920-х годов, связана с именем Лариона Зоткина, талантливого мастера из села Абашево, автора многих интересных игрушек: сказочных львов, причудливых собак, забавных медведей. В это время складываются характерные для абашевских мастеров скульптурные приёмы и особенности росписи.

## Особенности абашевской игрушки
Абашевская игрушка — это свистульки, изображающие животных, нередко принимающих фантасмагорический сказочный облик. Фигурки имеют удлинённое туловище с короткими, широко расставленными ногами и длинной изящной шеей. На маленькой, тщательно вылепленной головке выделяются глубоко процарапанные глаза. Головы козлов, оленей, баранов увенчаны изогнутыми, иногда многоярусными рогами. Пышные чёлки, кудрявые бороды и гривы чётко моделированы, их контуры имеют строгий рисунок и высокий рельеф.
Свистульки раскрашены яркими эмалевыми красками — синими, зелёными, красными, в самых неожиданных сочетаниях. Отдельные детали, например, рога, могут быть расписаны серебром или золотом. Порой части фигурок остаются незакрашенными и резко контрастируют с броскими пятнами эмали. Обычные домашние животные под руками мастера превращаются в сказочных существ.
Особенностью состава материала для игрушки служит голубая глина, которая входит в состав глины, добываемой в селе Абашево. Основным источником глинистых пород служит полевой шпат, при распаде которого под воздействием атмосферных явлений образуются каолинит и другие гидраты алюминиевых силикатов.
Некоторые художники стали покрывать свои свистульки бесцветной поливой, что делает фигурки более обтекаемыми и менее яркими.
Абашевская игрушка считается оберегом:
- Барыня — символ женской чистоты, целомудрия.
- Всадник — жених для девушки, верность долгу.
- Коровка — символ плодородия.
- Козлик — символ упорства в достижении цели.
- Собачка — символ верности и дружбы.
- Собачка со щенком — символ материнства.
- Олень — символ единения с природой.
- Барашек «золотое руно» — символ достатка.
- Птичка — символ творчества
- Лев — символ власти.[3]

## Возникновение промысла
Впервые село Абашево упоминается в писцовых книгах Шацкого уезда 1616 года. Село было барским, владельцами его были царский стольник Иван Пыжов, князь Голицын. Особенно прославили село Абашево мастеровые люди — горшечники и дудочники. Больше половины жителей села делали на гончарных кругах всевозможную посуду из глины и лепили игрушки-свистульки. В XIX—XX веках Абашево было ведущим гончарным центром России. Игрушки из глины абашевских мастеров экспонировались в Москве, Лондоне, Париже. Они глубоко традиционны: из поколения в поколение повторяются образы домашних животных, птиц, оленей, всадников, барынь. Занималось этим 162 хозяйства. Секреты лепки и обжига передавали в семьях из поколения в поколение, от отца к сыну. Обучать начинали с 8 лет. Таким образом образовались целые династии гончаров и дудочников. В старину изделия из глины в Абашеве обжигали в горнах — сооружениях округлой или овальной формы шириной 1,5 м и высотой 2 м, выложенных из огнеупорного кирпича. Мастер залезал в горн, а его жена подавала ему сверху кувшины и горшки. Сверху изделия закладывали «каланчиками» (осколками битой посуды). Обжигали глиняные изделия берёзовыми или дубовыми дровами. После окончания обжига традиционно пекли картошку.

## Производство в советский период
Предприятие «Абашевская керамика» было создано в 1959 году, на протяжении долгих лет оно продолжает сохранять традиции спасского художественного промысла. Для лепки динамичных фигурок, как и раньше, используется лечебная синяя глина. Каждая игрушка-свистулька изготовлена вручную и имеет свой паспорт с датой изготовления, подписанной автором. Помимо игрушек предприятие «Абашевская керамика» производит посуду, цветочные горшки и сувениры.

## Современные мастера
Ремесло абашевской игрушки продолжают современные мастера — Т. Н. Зоткин, И. Л. Зюзенков, А. И. Еськин, В. В. Челышев. Мастер Калимуллина Ида Сафиевна изучает гончарное ремесло дудочников с 1985 года. Училась у братьев Зоткиных, Малышева. Ида Сафиевна — организатор общества «Фонд возрождения абашевской игрушки», она же хранительница Дома-музея абашевских мастеров и заведующая абашевской творческой лабораторией.
Есть в Абашево и лаборатория, создают игрушки.

## Производство в современной России
Микропредприятие ЗАО «Абашевская керамика», сформированное в 1999, является признанным государством производителем абашевской игрушки и получателем с 2010 года финансовой безвозмездной поддержки и других видов помощи от государства. За счет различных государственных организаций осуществляется участие представителей предприятия в различных мероприятиях, выставках, для сотрудников предприятия на безвозмездной основе и за счет государственных учреждений проводятся многочасовые тренинги. Адрес предприятия: 442600, Пензенская область, Спасский район, г. Спасск, ул. Володарского, д. 95. Микропредприятие состоит из трех сотрудников, однако на управленческие расходы предприятие затратило 3 781 000 рублей только за 2022 год. Микропредприятие в середине 2010-х годов являлось исполнителем государственных заказов.

### Видео
- Абашевская игрушка